# Tubulaire borsten
Tubulaire borsten of tubereuze borsten zijn een misvorming van de borsten als gevolg van een geboorteafwijking.

## Presentatie
Tubureuze borsten kunnen sterk afwijken van normale borsten. Signalen van tubureuze borsten zijn:
- één of beide borsten buisvormig of conisch zijn: de borsten hebben een zeer smalle basis en staan te ver uit elkaar,
- hypoplasie (te klein en onderontwikkeld) van de borsten en het klierweefsel
- één of beide borsten een te hoge, afwezige of te smalle inframammaire plooi hebben,
- een borst een te grote, uitstulpende tepelhof (areola) heeft: als de dermis van de areola te dun is, kan de borstklier een prolaps van de tepelhof veroorzaken,[2]
- de borsten een te grote asymmetrie (ongelijkheid) vertonen: bijvoorbeeld één borst is hypoplastisch (te klein en onderontwikkeld).

## Gevolgen

### Lichamelijke gevolgen
Het produceren van moedermelk kan beperkt of onmogelijk zijn wegens onderontwikkeling. Het vinden van een passende bh of bikini kan ook bemoeilijkt worden wegens de afwijkende vorm.

### Geestelijke gevolgen
De misvorming kan leiden tot seksuele problemen bij jonge meisjes. Er zijn aanwijzingen dat de borstmisvorming kan leiden tot zelfmoordneigingen in vrouwen.

## Behandeling
Elke tubureuze borst behoeft een andere aanpak, maar over het algemeen is een borstreconstructie noodzakelijk. Het plaatsen van implantaten zonder het verkleefde borstweefsel te verwijderen kan leiden tot zeer ongunstige resultaten. Na een correctie is er vaak een benoemenswaardige verbetering in het zelfbeeld van de patiënt, waarbij de patiënt vaak weer normaal deelneemt in sociale activiteiten.